# ATCコード D09
ATCコード D09（薬用包帯）は、解剖治療化学分類法（ATCコード）の治療法メイングループによる分類の一つ。世界保健機関が割り当てた英数字のコード体系であり、医薬品その他の医療用品の分類を示す。分類コードD09は解剖学的部位に基づいた分類コードD（皮膚）の下位分類である。
獣医学の分野で用いる場合は、ヒト用であるATCコードの先頭に文字Qを付加し、QD09... のように表記する（ATCvetコード）。
ATCコードで分類できないものがある場合は、内国レベルの事案に関して、世界保健機関が割り当てていない未使用コードを追加拡張して使用することが可能である。

## D09A 薬用包帯

### D09AA 抗感染薬入り薬用包帯
D09AA01 フラミセチン (Framycetin)
D09AA02 フシジン酸 (Fusidic acid)
D09AA03 ニトロフラール (Nitrofural)
D09AA04 硝酸フェニル水銀 (Phenylmercuric nitrate)
D09AA05 ベンゾドデシニウム (Benzododecinium)
D09AA06 トリクロサン (Triclosan)
D09AA07 セチルピリジニウム (Cetylpyridinium)
D09AA08 アルミニウムクロロハイドレート (Aluminium chlorohydrate)
D09AA09 ポビドンヨード (Povidone-iodine)
D09AA10 クリオキノール (Clioquinol)
D09AA11 ベンザルコニウム (Benzalkonium)
D09AA12 クロルヘキシジン (Chlorhexidine)
D09AA13 ヨードホルム (Iodoform)

### D09AB 亜鉛包帯
D09AB01 サプリメントを含まない亜鉛包帯 (Zinc bandage without supplements)
D09AB02 サプリメントを含む亜鉛包帯 (Zinc bandage with supplements)